# The Night Is Still Young (Sandra-Lied)
The Night Is Still Young ist ein Pop-Song von Sandra aus dem Jahr 2009. Es stellt ihre erste und bislang einzige Kooperation mit Thomas Anders dar. Es war die zweite Single aus dem Studioalbum Back to Life.

## Entstehung und Veröffentlichung
Der Song wurde von Toby Gad und Audrey Martells geschrieben und von Jens Gad produziert. Jens Gad hatte bereits die zwei vorhergehenden Studioalben produziert. Am 8. Mai 2009 erschien die Maxi-Single bei Virgin, die neben der 3:20 Minuten langen Single-Version auch die 4:57 Minuten lange Extended Version enthält. Zudem ist auch die Soloversion, bei der Sandra allein singt, enthalten sowie der Song Redis-moi. Sandras späterer Ehemann Olaf Menges war Co-Produzent.
Das Cover wurde von Katja Huebner gestaltet und zeigt Sandra und Anders in einer Strandumgebung, die Fotos machte Jens Gad selbst. Das Sleeve-Design stammt von Christian Blomenkemper.

## Chartplatzierungen
| ChartsChartplatzierungen | Höchstplatzierung | Wochen |
| ------------------------ | ----------------- | ------ |
| Deutschland (GfK)        | 46 (3 Wo.)        | 3      |